# Амнунахта (стоянка)
Амнунахта — неолитическая стоянка в Нерюнгринском улусе Якутии. Памятник археологии (с 2008 г.). Открыта стоянка в 1966 г., вместе со стоянкой Юлэгир в том же улусе, Алданским отрядом под руководством Ю. А. Мочанова. 
Немногочисленный археологический материал, извлеченный в заложенных шурфах, позволил предварительно датировать стоянки в широком хронологическом диапазоне — от финальной стадии палеолита до раннего железного века
Расположена стоянка на 17-метровой цокольной террасе правого приустьевого мыса р. Амнунахта, правого притока Унгры